# Języki północno-wschodniokaukaskie
Języki północno-wschodniokaukaskie, inaczej języki kaspijskie lub nach-dagestańskie (nachijsko-dagestańskie) – rodzina języków używanych głównie w Czeczenii, Dagestanie i Azerbejdżanie. Języki te bywają łączone z północno-zachodniokaukaskimi w ramach tzw. rodziny północnokaukaskiej.
Cechują się skomplikowaną fonetyką (do 60 fonemów spółgłoskowych i 30 samogłoskowych), ergatywną strukturą zdania, obecnością klas nominalnych i rozbudowanymi systemami deklinacji. Przypuszcza się, że do rodziny nach-dagestańskiej należały również starożytne języki hurycki i urartyjski.

## Podział

### Języki nachskie
- Języki wajnachskie
  - czeczeński
  - inguski
- bacbijski

### Języki awar-andi
- achwaski
- awarski
- andyjski
- botlichyjski
- godoberyjski
- karatajski
- bagulalski
- tindyjski
- czamalalski

### Języki cez
- Grupa wschodnia
  - ginuchijski
  - kapuczyński
- Grupa zachodnia
  - chwarszyjski
  - chunzybski

### Języki lezgijskie
- arczyński
- udyjski
- agulski
- lezgiński
- tabasarański
- rutulski
- kryzyjski
- cachurski
- buduchyjski

### Języki dargińskie
- dargwijski
- kadżtagijski
- kubaczyjski
- icaryjski
- czyragijski

### Języki izolowane wewnątrz rodziny nach-dagestańskiej
- lakijski
- chinalugijski